# Христо Динев (революционер)
 Тази статия е за революционера.  За артиста вижте Христо Динев.  
Христо Динев Батев, още Батов или Батюв, е български учител и революционер, деец на Вътрешната македоно-одринска революционна организация.

## Биография
Христо Динев е роден в град Дойран, тогава в Османската империя. Учи в родния си град, а след това в 1893 година завършва с осмия випуск Солунската българска мъжка гимназия. Работи като български учител. През август 1895 година е сред основателите на комитет на ВМОРО в Дойран, където дава клетва пред Гоце Делчев. В 1901 година е назначен от Българската екзархия за главен учител в Петрич. Тук е избран за околийски ръководител на ВМОРО. През 1902 година по донесение на Алексо Поройски е арестуван от турските власти, заедно с двама петричани. От 1903 до 1905 година е главен учител в Гевгели и член на околийския революционен комитет на ВМОРО. През учебната 1905/1906 година е главен учител на класното училище във Воден. По това време в града има българско третокласно и основно училище. Общия брой на учениците в тях е 367, от които девойките са 154.
Умира на 13 ноември 1906 година във Воден.